# Peekskill
Peekskill ist eine Stadt im Westchester County im US-Bundesstaat New York. Sie liegt etwa 65 Kilometer nördlich von New York City am linken, östlichen Ufer des Hudson River und hat 25.431 Einwohner (Stand: Volkszählung 2020). 
Überregional bekannt wurde Peekskill vor allem durch rassistisch geprägten Unruhen, die sich am 27. August und 4. September 1949 in der Nähe der Stadt ereigneten (Peekskill-Randale 1949).

## Söhne der Stadt
- Chauncey Depew (1834–1928), Unternehmer, republikanischer Politiker und Senator von New York
- Cornelius Amory Pugsley (1850–1936), Bankier und demokratischer Kongressabgeordneter
- James W. Husted (1870–1925), Jurist und republikanischer Kongressabgeordneter
- Benjamin R. Civiletti (1935–2022), Jurist, demokratischer Politiker und ehemaliger Justizminister
- George Pataki (* 1945), republikanischer Politiker und 1995 bis 2007 Gouverneur von New York
- T. C. Boyle (* 1948), Schriftsteller
- Fred Sherry (* 1948), Cellist und Musikpädagoge
- Michael Cochrane (* 1948), Jazz-Pianist
- Paul Reubens (1952–2023), Schauspieler und Designer
- Mel Gibson (* 1956), australisch-US-amerikanischer Schauspieler und Regisseur
- Peter Bagge (* 1957), Comiczeichner
- Stanley Tucci (* 1960), Schauspieler, Filmproduzent und Regisseur
- Daryl Shore (* 1970), Fußballtorwart, Fußballtrainer und -funktionär
- Elton Brand (* 1979), Basketballspieler
- Hilton Armstrong (* 1984), Basketballspieler